# Skyfall (песня)
«Skyfall» (с англ. — «Небосклон») — песня британской певицы и композитора Адель, ставшая заглавной темой фильма про Джеймса Бонда с одноимённым названием. Была выпущена в 2012 году лейблами XL Recordings и Columbia Records. Трек был написан Адель Эдкинс и её продюсером Полом Эпуортом с оркестровкой Дж. А. К. Рэдфорда. «Skyfall» получил всеобщее признание за его текст, постановку и вокальное исполнение Адель, а многочисленные музыкальные критики и публикации причислили его к лучшим темам Бонда. Песня имела глобальный успех, возглавив чарты в одиннадцати странах и войдя в пятерку лучших в различных других регионах. Он достиг 2-го места в UK Singles Chart и 8-го места в американском Billboard Hot 100. С продажами 7,2 миллиона копий по всему миру «Skyfall» является одним из самых продаваемых цифровых синглов всех времен.
Сингл получил различные награды, в том числе премию Оскар за лучшую оригинальную песню, премию BRIT Awards за лучший британский сингл, премию Выбор критиков за лучшую песню, премию Золотой глобус за лучшую оригинальную песню и премию Грэмми за лучшую песню, написанную для визуальных медиа, что делает её первой темой Бонда, получившей все вышеупомянутые награды. Во время 85-й церемонии вручения премии Оскар Адель впервые исполнила песню вживую.

## История
Адель впервые упомянула, что записывает «специальный проект» в сентябре 2011 в интервью для The Jonathan Ross Show, приведя тем самым СМИ к мнению, что она будет записывать тему для фильма. Позже, в апреле 2012, она рассказала NRJ, что выпустит новый сингл к концу 2012 года, но он не будет являться частью нового альбома. Слухи продолжили распространяться в сентябре 2012, когда её заметили в студии Эбби-Роуд, где Томас Ньюмэн записывал музыку к фильму «Скайфолл».
По слухам, песня должна была первоначально называться «Let The Sky Fall». В сентябре 2012 года вокалист группы OneRepublic, Райан Теддер написал в своём «Твиттере», что он слышал заглавный трек фильма и то, что это «лучшая тема фильма про Джеймса Бонда в его жизни». Пресс-агент Адель, Пол Мосс, также упомянул песню в своём микроблоге. Оба позже удалили сообщения. Информация об обложке сингла просочилась в сеть позже, но причастность Адель к проекту не была официально подтверждена до 1 октября. «Skyfall» была выпущена 5 октября 2012 года в 0:07 (GMT+1).

## Композиция
После того, как Адель подошла к написанию песни, она привлекла Пола Эпуорта как своего соавтора и продюсера. Песня была записана в студии Эбби-Роуд в Лондоне с оркестром Дж. А. К. Рэдфорда. С объявлением, что она будет исполнять заглавную тему фильма, Адель призналась, что она была встревожена данным проектом из-за давления участвующих в создании темы. Авторы песни были удостоены премии «Золотой глобус» за лучшую песню в рамках 70-й церемонии вручения наград премии «Золотой глобус» и получили премию «Оскар» в той же категории.

## Чарты
| Чарт(2012–2013)                            | Высшая позиция |
| ------------------------------------------ | -------------- |
| Австралия (ARIA)                           | 5              |
| Австрия (Ö3 Austria Top 40)                | 2              |
| Бельгия/Фландрия (Ultratop 50)             | 1              |
| Бельгия/Валлония (Ultratop 50)             | 1              |
| Brazil (Billboard Brasil Hot 100)          | 25             |
| Brazil Hot Pop Songs                       | 3              |
| Канада (Billboard Canadian Hot 100)        | 3              |
| Чехия (Rádio — Top 100)                    | 1              |
| Дания (Tracklisten)                        | 2              |
| Финляндия (Suomen virallinen lista)        | 15             |
| Франция (SNEP)                             | 1              |
| Германия (GfK)                             | 1              |
| Greece Digital Songs (Billboard)           | 1              |
| Венгрия (Rádiós Top 40)                    | 1              |
| Венгрия (Single Top 40)                    | 1              |
| Iceland (RÚV)                              | 2              |
| Ирландия (IRMA)                            | 1              |
| Израиль (Media Forest)                     | 1              |
| Italy (FIMI)                               | 1              |
| Japan (Japan Hot 100)                      | 20             |
| Lebanon (Lebanese Top 20)                  | 1              |
| Luxembourg Digital Songs (Billboard)       | 1              |
| Mexico (AMPROFON)                          | 21             |
| Нидерланды (Dutch Top 40)                  | 1              |
| Нидерланды (Single Top 100)                | 1              |
| Новая Зеландия (Recorded Music NZ)         | 2              |
| Norway (VG-lista)                          | 7              |
| Польша (Polish Airplay Top 100)            | 5              |
| Portugal Digital Songs (Billboard)         | 2              |
| Шотландия (OCC Scotland)                   | 3              |
| Словакия (Rádio — Top 100)                 | 5              |
| South Korea (Gaon International Chart)     | 1              |
| Испания (PROMUSICAE)                       | 4              |
| Швейцария (Schweizer Hitparade)            | 1              |
| Великобритания (OCC UK Singles)            | 2              |
| США (Billboard Hot 100)                    | 8              |
| США (Billboard Adult Contemporary)         | 11             |
| США (Billboard Adult Pop Airplay)          | 14             |
| США (Billboard Dance Club Songs)           | 10             |
| США (Billboard Pop Airplay)                | 37             |
| США (Billboard Rock & Alternative Airplay) | 37             |

| Chart (2021)                          | Peak position |
| ------------------------------------- | ------------- |
| Sweden Heatseeker (Sverigetopplistan) | 18            |

| Чарт(2012)                           | Позиция |
| ------------------------------------ | ------- |
| Austria (Ö3 Austria Top 40)          | 40      |
| Belgium (Ultratop 50 Flanders)       | 16      |
| Belgium (Ultratop 50 Wallonia)       | 8       |
| Finland (Suomen virallinen lista)    | 13      |
| France (SNEP)                        | 5       |
| Germany (Media Control AG)           | 17      |
| Hungary (Rádiós Top 40)              | 38      |
| Netherlands (Dutch Top 40)           | 38      |
| Netherlands (Single Top 100)         | 8       |
| Switzerland (Schweizer Hitparade)    | 20      |
| UK Singles (Official Charts Company) | 20      |
| US Adult Contemporary (Billboard)    | 43      |
| Чарт(2013)                           | Позиция |
| Belgium (Ultratop 50 Flanders)       | 50      |
| Belgium (Ultratop 50 Wallonia)       | 20      |
| Canada (Canadian Hot 100)            | 52      |
| Germany (Media Control AG)           | 88      |
| Hungary (Rádiós Top 40)              | 46      |
| Netherlands (Dutch Top 40)           | 69      |
| Netherlands (Single Top 100)         | 75      |
| Switzerland (Schweizer Hitparade)    | 28      |
| Russia Airplay (Tophit)              | 69      |
| Ukraine Airplay (Tophit)             | 37      |
| US Adult Contemporary (Billboard)    | 49      |

## Сертификации
| Регион | Сертификация  | Продажи   |
| --- | ------------- | --------- |
| Австралия (ARIA) | Золотой       | 35 000^   |
| Бельгия (BEA) | Платиновый    | 30 000*   |
| Канада (Music Canada) | 5× Платиновый | 400 000   |
| Дания (IFPI Danmark) | Платиновый    | 30 000^   |
| Финляндия (Musiikkituottajat) | Золотой       | 5,214     |
| Германия (BVMI) | Платиновый    | 300 000^  |
| Италия (FIMI) | 2× Платиновый | 60 000*   |
| Мексика (AMPROFON) | 2× Платиновый | 120 000*  |
| Новая Зеландия (RMNZ) | Золотой       | 7500*     |
| Великобритания (BPI) | 2× Платиновый | 1,300,000 |
| США (RIAA) | 2× Платиновый | 2,000,000 |
| * Данные о продажах приведены только на основе сертификации. · ^ Данные о тиражах приведены только на основе сертификации. · Данные о продажах + прослушиваниях приведены только на основе сертификации. |               |           |